# Школа языков имени Дени Арсанова
Школа языков (имени) Дени Арсанова расположена в Грозном на улице имени Дени Арсанова (бывшая улица имени Патриса Лумумбы).

## История
Школа была создана в 1904 году религиозным и общественным деятелем Северного Кавказа Дени Арсановым. В годы Гражданской войны школа была разрушена. В 2000-е годы её воссоздал и возглавил Ибрагим Арсанов — правнук Дени Арсанова, член Общественной палаты Чеченской Республики.
В 2011 году школа получила новое здание, которое имеет два этажа, квадратную в плане форму и купол.
Обучаться в школе можно с восьми лет. Занятия проходят в три смены. В школе обучают арабскому, английскому, французскому, турецкому, русскому и чеченскому языкам.
Здание признано объектом культурного наследия регионального значения.